# أغوستين كاريرا
أغوستين كاريرا (بالإسبانية: Agustín Carrera)‏ هو منافس ألعاب قوى أرجنتيني، ولد في 13 يونيو 1988.

## وصلات خارجية
- أغوستين كاريرا على موقع الاتحاد الدولي لألعاب القوى (الإنجليزية)